# Aphaenogaster osimensis
Aphaenogaster osimensis är en myrart som beskrevs av Noboru Cho Teranishi 1940. Aphaenogaster osimensis ingår i släktet Aphaenogaster och familjen myror. Inga underarter finns listade i Catalogue of Life.